# Le Piège d'Issoudun
Pour plus de détails, voir Fiche technique et Distribution.
 Le Piège d’Issoudun  est un film québécois de Micheline Lanctôt produit en 2003. 

## Synopsis
Demeurant dans un petit village à proximité de Québec, Esther décide, un matin froid de novembre, de se tuer et de tuer ses deux enfants. Elle survit malgré elle à ses enfants. En état de choc, elle se rend sur l’autoroute entre Montréal et Québec, avec le projet de s’enlever la vie au volant. Un policier l’arrête pour excès de vitesse. Devant son état, il décide de ramener cette femme visiblement ébranlée chez elle. Ignorant tout du drame, il se prend progressivement d’affection pour l’étrangère. 
Un dialogue tout en finesse s’installe entre eux, une relation faite de regards, de morceaux de phrases, de silences. Le piège s’est déclenché et le policier s’y retrouve pris. 

## Fiche technique
- Réalisation : Micheline Lanctôt
- Production : André Gagnon
- Scénario : Micheline Lanctôt
- Direction artistique : Éric Barbeau
- Photographie : Nicolas Bolduc
- Montage : Micheline Lanctôt
- Musique : François Lanctôt
- Genre : Drame
- Durée : 88 minutes
- Date de sortie : 
  -  Canada ( Québec) : 21 novembre 2003

## Distribution
- Sylvie Drapeau : Esther
- Frédérick De Grandpré : Laurier
- Shanie Beauchamp
- Pierre-Luc Lafontaine : L'enfant
- Ghyslain Tremblay
- Yana Yanezic
- Michaël Plante : Léo